# Кумиш Ілля Йосипович
Кумиш Ілля Йосипович (1934 — ?) — український вчений, кандидат технічних наук у галузі матеріалознавства, завідувач сектору Інституту електрозварювання імені Є. О. Патона Академії наук УРСР.
- Є лауреатом Державної премії України в галузі науки і техніки 1978 року за «Створення і промислове впровадження принципово нового способу одержання литих заготовок з властивостями поковок (електрошлакове лиття)»